# Кошмар на улице Вязов (фильм, 2010)
«Кошмар на улице Вязов» (англ. A Nightmare on Elm Street) — американский сверхъестественный слэшер 2010 года, снятый режиссёром Сэмюэлем Байером по сценарию Эрика Хайссерера и Уэсли Стрика. Ремейк одноимённого фильма 1984 года и перезапуск франшизы, девятый фильм в серии. В качестве продюсеров фильма выступили Майкл Бэй, Эндрю Форм и Брэд Фуллер для компании «Platinum Dunes». Роль Фредди Крюгера исполнил Джеки Эрл Хэйли, а Нэнси Холбрук сыграла актриса Руни Мара. В остальных ролях снялись молодые актёры Голливуда — Кайл Галлнер, Кэти Кэссиди, Томас Деккер и Келлан Латс.
Премьера фильма состоялась 27 апреля 2010 года в Голливуде, а 30 апреля картина вышла в прокат; премьера в России состоялась 6 мая 2010 года. Картина получила в основном негативные отзывы критиков и зрителей, но стала кассовым хитом в премьерные выходные, собрав $63 миллиона в США и 117 миллионов по всему миру — фильм стал самым кассовым во всей франшизе.

## Сюжет
Дождливый вечер в тихом пригороде Спрингвуда оборачивается трагедией. В кафе юноша по имени Дин перерезает себе горло на глазах своей девушки, Крис. Перед этим он признаётся другой своей подруге, официантке Нэнси, что не может спать, потому что видит во сне человека, который его преследует.

Крис после нападения Фредди Крюгера

На похоронах Дина Крис замечает маленькую девочку в изрезанном платье. На установленной в честь Дина фото-стене вывешены его детские фото. На одном из них Крис снова видит ту же девочку, играющую с Дином. Крис понимает, что на фотографии изображена она сама в пятилетнем возрасте. Раньше Крис была уверена, что познакомилась с Дином уже в старших классах. Крис рассказывает своему бывшему парню Джесси о странных обстоятельствах смерти Дина, но он относится к её словам с недоверием. Однако Нэнси верит её рассказу.
Крис боится спать, во сне она видит страшного обожжённого человека, носящего перчатку с острыми лезвиями. Мать Крис уезжает, а к девушке приходит Джесси. Выясняется, что им всем снится один и тот же человек. Джесси остаётся у Крис на ночь. Ночью Крис слышит со двора лай своей собаки. Ей снится, будто бы она находит изрезанную собаку, а потом на неё нападает человек с лезвиями. Джесси пытается разбудить мечущуюся девушку, но её подкидывает неведомой силой, швыряет по комнате, а затем она, мёртвая, падает на кровать с четырьмя полосовыми ранами на груди. Джесси, перепачканный кровью Крис, бежит к Нэнси. Он рассказывает ей о произошедшем и говорит, что нельзя спать, иначе человек из снов убьёт её. Нэнси признаётся, что часто во сне слышит песню: «Раз, два… Фредди заберёт тебя…». Юношу арестовывают по подозрению в убийстве Крис. Джесси сажают в камеру, где он всеми силами пытается не уснуть. Однако всё же засыпает — и погибает от рук Фредди.
О смерти Джесси узнают Нэнси и её друг Квентин, явно влюблённый в неё. Они пытаются выяснить, почему этот человек на них охотится. Время от времени они засыпают, снова и снова встречаясь с тем, кто убил их друзей. Нэнси расспрашивает свою мать Гвен о том, что может связывать её с Дином, Крис, Джесси и Квентином, и не знали ли они кого-нибудь в детстве по имени Фредди. Выяснить ничего не удаётся, но интуиция подсказывает Нэнси, что родители от них что-то скрывают. Вскоре они с Квентином находят старую фотографию и понимают, что все вместе ходили в один детский сад. Гвен рассказывает им, что садовником там был человек по имени Фред Крюгер, который любил с ними играть в прятки, заманивал их в свою каморку в подвале, где насиловал их. Гвен говорит, что Крюгер успел сбежать из города, избежав ареста, но это оказывается неправдой.

Нэнси после нападения Фредди Крюгера

Вскоре Квентин засыпает, плавая в бассейне, и видит сон, как их родители в припадке неистового гнева гонятся за обезумевшим от ужаса Крюгером, а затем, загнав его в ловушку, сжигают заживо в котельной. Проснувшись, Квентин обвиняет отца в том, что они устроили самосуд, поверив пятилетним детям, и убили невинного человека. Нэнси пытается через Интернет найти сведения о других детях, с которыми они были в детском саду. Выясняется, что все они мертвы. Нэнси и Квентин уже спят наяву и перестают отличать сон от реальности. Крюгер приводит их в тот самый детский сад. Там они находят фотоснимки, доказывающие, что Крюгер охотится на них не потому, что они тогда солгали родителям, а потому, что сказали правду.
После одной из встреч с Фредди в его мире снов Нэнси удалось вытащить в реальность обрывок свитера Крюгера. Нэнси предлагает план: она втащит в реальный мир самого Фредди, нужно только, чтобы Квентин вовремя её разбудил. В итоге план срабатывает, и Квентину удаётся разбудить девушку, с помощью укола адреналина в сердце. Она просыпается, вытащив из своего сна Крюгера. Завязывается схватка, в исходе которой Нэнси убивает Крюгера острым обломком трубы. Они поджигают дом изнутри и убегают.
Финал фильма остаётся открытым. Нэнси и её мать возвращаются домой. Гвен, стоя спиной к зеркалу, наклоняется, чтобы положить ключи. После этого вместо её отражения в зеркале появляется Фредди. Сквозь зеркало он пронзает голову Гвен и утаскивает её. Нэнси кричит до самого конца фильма.
Становится ясно, что из мира сновидений Фредди Крюгер переместился в мир Зазеркалья и продолжит убивать там.

## В ролях
| Актёр           | Роль                |
| --------------- | ------------------- |
| Джеки Эрл Хейли | Фредди Крюгер       |
| Руни Мара       | Нэнси Холбрук       |
| Кайл Галлнер    | Квентин Смит        |
| Кэти Кэссиди    | Крис Фоулс          |
| Томас Деккер    | Джесси Браун        |
| Келлан Латс     | Дин Рассел          |
| Аарон Ю         | Маркус Йеон         |
| Клэнси Браун    | Алан Смит           |
| Конни Бриттон   | доктор Гвен Холбрук |
| Лиа Мортенсен   | Нора Фоулс          |

## История создания

### Начальный этап
29 января 2008 года журнал Variety сообщил, что Майкл Бэй и его компания Platinum Dunes собираются «перезапустить» кино-серию «Кошмар на улице Вязов» ремейком первого фильма серии, вышедшего в 1984 году. В своём интервью продюсер Брэд Фуллер объяснил, что в случае с этим фильмом они идут тем же самым путём, что и в случае с их ремейком фильма «Пятница, 13-е», отказываясь от тех вещей, которые делали персонажа менее страшным: Фредди Крюгер больше не будет отпускать «предсмертные шуточки», которые стали отличительной чертой его характера в поздних фильмах серии; вместо этого создатели фильма больше сосредоточатся на том, чтобы попытаться сделать «ужасающий фильм» (англ. horrifying movie). Фуллер также заметил, что хоть фильм и является ремейком первой картины, образы некоторых персонажей и смерти будут позаимствованы из всего сериала.
В феврале 2009 года The Hollywood Reporter объявил, что режиссёрское кресло займёт Сэмюэль Бейер. По словам главы производственного отдела компании New Line Cinema, Тоби Эммериха, на совместной встрече с Дэвидом Финчером и директорами по рекламе Майкл Бэй сильно настаивал на кандидатуре Бейера. Бей утверждал, что «Бейер сможет придать новому фильму притягательный и странный вид, влив в визуальную сторону сериала свежую струю». Бейер отвергал предложение Platinum Dunes дважды, прежде чем согласился на эту работу — его уговаривал сам Майкл Бей, и режиссёр наконец дал согласие на своё участие в проекте. Сэмюэль Бэйер стал первым за всю историю сериала режиссёром музыкальных клипов, который занял место режиссёра во франшизе.
В интервью от 9 июня 2009 года Уэс Крейвен выразил своё сожаление насчёт решения студии не привлекать его в качестве консультанта, как это было с ремейками его фильмов «Последний дом слева» и «У холмов есть глаза».
Роберт Инглунд, игравший Крюгера на протяжении 20 лет, наоборот высказался за новую версию истории — «сейчас самое подходящее время, чтобы снять ремейк». Инглунд оценил возможность создания фильма с новыми визуальными технологиями, которых просто не существовало в далёком 1984 году, когда классический фильм ужасов вышел на экраны. Бейер считает свою работу данью уважения оригинальной картине, которую снимали с подручными средствами. Бейер назвал картину «одной из тех, в которых скрыт глубокий смысл», а также сказал о влиянии Фредди Крюгера и фильмов на целое поколение зрителей. По его словам, ремейк попытается вернуть то чувство ужаса новому поколению, представив новых персонажей и сюжетные линии.
Фуллер и Форм заверили поклонников, что ремейк «Кошмара» будет больше похож на их версию «Техасской резни бензопилой» 2003 года, а не на «Пятницу, 13», когда всё самое примечательное было взято из оригинала и переснято в новой версии. Кроме того, в новом фильме будет другая атмосфера, отличная от той, что царила в ремейке «Пятницы, 13». Форм сказал: «Нам всем понравилось работать над этим фильмом [Пятница, 13] — секс, наркотики и рок-н-ролл. Но все прекрасно понимают, что „Кошмары“ — это нечто иное».
На вопрос, почему в New Line Cinema решили снять ремейк именно этой картины, авторы ответили: «Суть этих фильмов — глубокое чувство внутреннего беспокойства, основанного на наших снах. Мы сможем „достучаться“ до широкой зрительской аудитории, так как сны — это нечто, что есть у каждого человека, и что будет понятно на любом языке и в любой культуре». Бейер хотел снять мрачный фильм, где царство сновидений предстаёт перед зрителями «мрачным миром». По словам режиссёра, в фильме есть глубокий социальный подтекст, авторы пытаются ответить на вопрос «Как рождаются монстры?» и что это есть на самом деле — изуродованный человек с жутким оружием в руке, или всё самое тёмное и ужасное, что сидит внутри обычного человека.

### Сценарий
Уэсли Стрик был нанят в качестве сценариста, после того как Эммерих прочитал его версию приквела к фильму «Семь» 1995 года и остался впечатлён сценаристской работой. Эрика Хайссерера наняли для того, чтобы он «отшлифовал» финальную версию сценария перед тем, как начнутся основные съёмки картины. Байер прочитал сценарий уже после того, как над ним поработали Стрик и Хайссерер. Несмотря на то, что, по мнению режиссёра, ещё требовалась доработка, Байер остался доволен сценарием, подходом к фигуре Крюгера. Байер желал, чтобы новый фильм глубже вникал в личность Фредди, в то, как он обратился тем, чем стал. По словам Байера, в отличие от ремейка «Пятницы, 13», вобравшего лучшее из четырёх первых фильмов, новый фильм о Крюгере должен исходить непосредственно из первого фильма. В одной из сцен, персонажи играли в знаменитую видеоигру Guitar Hero, но Фуллер решил убрать её, чтобы избежать привязки к определённому времени. С другой стороны, авторы решили, что в картине герои обязательно должны использовать Интернет, мобильные телефоны и текстовые сообщения, чтобы создавало бы контраст с ощущением неопределённости относительно времени действия.
Фуллер отметил, что периодически зрители будут слышать комические высказывания из уст Крюгера, но это «характеризуется скорее чёрным юмором персонажа», нежели «клоунадой перед зрителями», как это было в последних фильмах серии. Кроме того, сценаристы решили воплотить в жизнь первоначальную задумку Уэса Крэйвена и сделать Крюгера педофилом. Авторы объясняли, что поведение Крюгера станет более мотивированным. И это также заставит героев-подростков сильнее искать правду, чтобы выяснить, что же произошло с ними в детстве. Также Хайссерер развил идею микро-снов — находясь долгое время без сна, герои начинают галлюцинировать, впадая в состояние, когда они видят сны, но при этом они не спят. По словам создателей, это помогло стереть грань между реальностью и снами, отметив, что персонажи даже не смогут сразу понять, спят ли они или бодрствуют.

### Кастинг

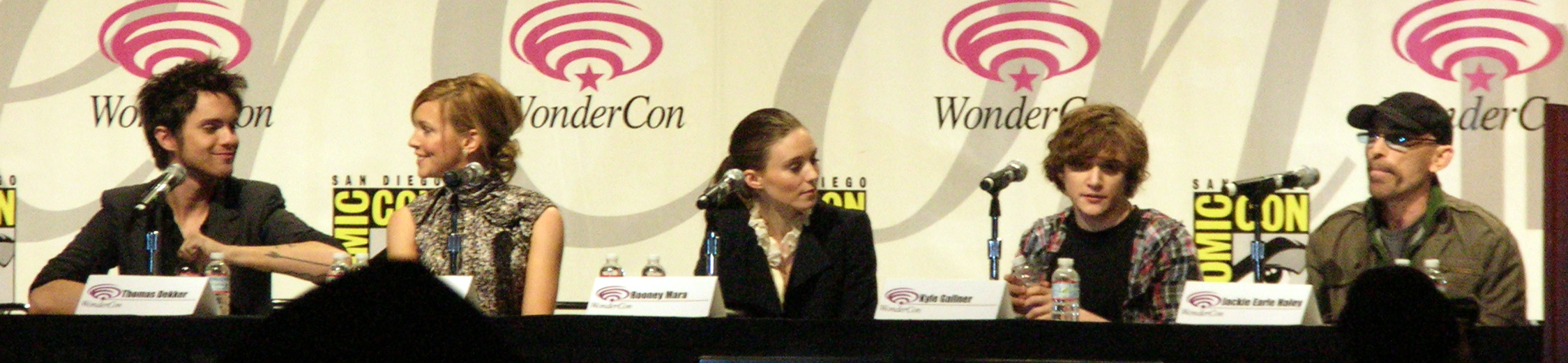
Актёры на конвенции «WonderCon 2010». Слева-направо: Деккер, Кэссиди, Мара, Галлнер и Хэйли

Как только в Интернете появились слухи о том, что подготовка к съёмкам ремейка вышла на финальную стадию, сообщество поклонников перешло к живому обсуждению кандидатуры на роль Фредди Крюгера нового поколения. На его роль рассматривалась кандидатура Билли Боба Торнтона.
В феврале 2009 года The Hollywood Reporter сообщил, что Роберт Инглунд не будет принимать участия в съёмках ремейка — до этого актёр снялся в 8 фильмах и телевизионном сериале в образе Крюгера. А 3 апреля Entertainment Weekly опубликовал информацию о том, что актёр Джеки Эрл Хейли исполнит роль Фредди Крюгера. Первоначально продюсеры хотели нанять неизвестного актёра на эту роль, но посмотрев работу Хэйли в фильме «Как малые дети», изменили своё решение. Инглунд одобрил выбор актёра на эту роль. Бейер сказал, что он просмотрел пробы Хэйли в роли Роршаха к «Хранителям», и у него «просто крышу снесло», решив, что актёр — идеальный кандидат на роль «психопата с обожжённым лицом и перчаткой с когтями». Джеки Эрл Хэйли пробовался на роль Глена в оригинальном фильме — роль досталась его другу, Джонни Деппу.
Сам Хэйли утверждает, что впервые узнал о своей кандидатуре на роль от поклонников в Интернете, но в этот момент агент актёра уже вёл переговоры с Бредом Фуллером. Актёр сказал, что принял предложение о роли «убийцы детей с тёмным прошлым» без раздумий. Он не сразу понял, что новый образ Крюгера даёт ему возможность, как актёру, проработать новый стиль персонажа.
У актёра был подписан контракт на три фильма — ремейк и два сиквела. Инглунд высказал своё одобрение относительно кандидатуры Хэйли, отметив, что он не только хороший актёр, но и подходит к роли по своим физическим данным. Объясняя решение убрать из персонажа всю комичность, Форм и Фуллер сказали, что «это всегда казалось им нестрашным и неестественным» в фильмах ужасов. По своему образу, новый Крюгер ближе к оригиналу 1984 года, хотя Хэйли сказал, что не собирается копировать манеру игры Инглунда. У Хэйли уходило более 3 с половиной часов на укладку грима. Актёр шутил, что он использовал свои негативные чувства, испытанные во время процесса наложения грима и неприятности этой процедуры, для воплощения на экране мотивации своего героя.

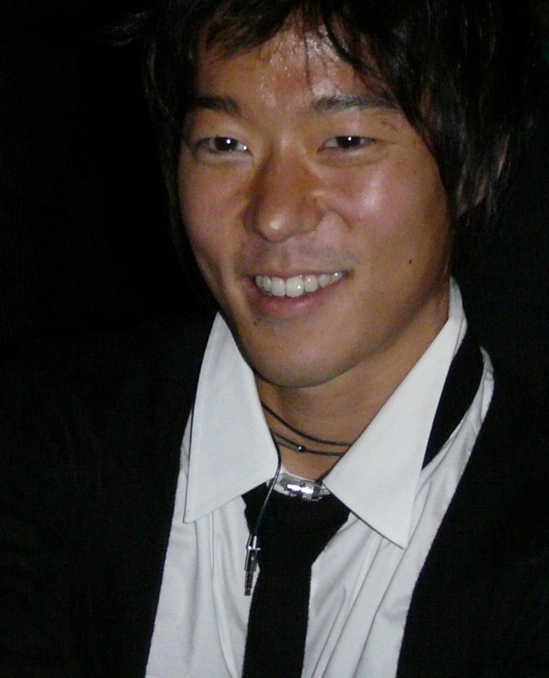
Аарон Ю, известный по роли в ремейке «Пятницы, 13», исполнил эпизодическую роль Маркуса, автора видеоблога

Руни Мара, исполнившая роль Ненси Холбрук, также сразу подписала контракт на участие в двух фильмах. Бейер описывает Нэнси как «самую одинокую девочку в мире». По мнению Мары, её Нэнси отличается от той, которую сыграла Хизер Ландженкамп. Актриса также отметила, что новая версия персонажа «будто не от мира сего, она не знает, как общаться с людьми». Изначально роль Нэнси должна была сыграть Аманда Крю, но в последний момент она отказалась.
Кайл Галлнер сыграл в фильме Квентина, «нервного парня, который кажется ещё более отстранённым, чем Нэнси». Актёр пояснил, что Квентин такой из-за различных медицинских препаратов, которые он употребляет для того, чтобы не уснуть. Бред Фуллер сказал, что Галлнер привнёс в образ Квентина «глубину и человечность» благодаря своему врождённому чувству сострадания и неординарному интеллекту. Галлнер также высказался относительно новой версии Фредди Крюгера: «Он максимально похож на свой прообраз 1984 года, когда выглядит более современным. Новый Крюгер более зловещий и не выражающий никаких эмоций. В новом Крюгере не будет ни следа шутовской натуры Крюгера из последних фильмов». Кайл Галлнер так понравился всем на прослушивании, что его утвердили на роль в тот же день.
Среди других исполнителей Кэти Кэссиди, Томас Деккер и Келлан Латс. Кэссиди сыграла роль Крис. По словам актрисы, весь фильм зрители наблюдают распад личности Крис из-за необъяснимого чувства страха перед снами и невероятного стресса в связи с гибелью её друга Дина, которого сыграл Латц. «Она пытается вернуться из Ада в реальность, пробиваясь сквозь тьму, длинные туннели, вызывающие клаустрофобию. Она постоянно плачет и кричит, её кошмары о Фредди просачиваются в повседневность. Она чувствует, что есть кто-то, кто соединяет её с другими ребятами. Она даже пытается узнать правду у своей матери, но не получает её». Деккер играет роль Джесси, бывшего парня Крис. «Он знает, что происходит, он отказывается в это верить», — говорит актёр. «Он слишком много времени проводит, убеждая себя в том, что Крюгер — выдумка, поэтому, когда он сталкивается лицом к лицу с ним, парень просто не знает, что делать. Никакой бравады, лишь чистый ужас». Латц сыграл Дина, нынешнего парня Крис, «типичного школьника-спортсмена, любимчика всех и вся», Конни Бриттон и Клэнси Браун сыграли роли матери Нэнси и отца Квентина соответственно. По словам Галлнера и Руни, герои в ремейке знают о Крюгере больше, чем их персонажи в оригинале — «они пребывают в неизвестности фактически до того момента, как он их убивает». Кайл Галлнер стал первым актёром, утверждённым на роль, а Кэти Кэссиди — последней актрисой. Интересно, что Томас Деккер и Кэти Кэссиди уже ранее снимались вместе в эпизоде сериала «На седьмом небе» (англ. 7th Heaven). Джону Сэксону (лейтенант Дональд Томпсон из оригинальной версии) предложили появиться в эпизоде фильма, но актёру пришлось отказаться из-за несовместимости графиков съёмок.

## Производство

### Новый облик Крюгера

Работая над гримом Крюгера, авторы стремились, чтобы шрамы были максимально похожи на ожоги жертв пожара. Кроме того, для достижения реалистичности была использована технология CGI

Обсуждая внешность Крюгера, Форм и Фуллер решили, что маньяк должен быть больше похож на жертву пожара, чем это было в оригинальных фильмах. По словам Форма, им было от чего отталкиваться — авторы и гримёры просмотрели множество фотографий настоящих жертв, показывая, как сильно кожа светлеет при образовании шрамов. Форм не хотел, чтобы зрители в отвращении отворачивались от экрана каждый раз, как Крюгер появлялся в кадре, поэтому от некоторых реалистичных деталей в гриме пришлось отказаться. Фуллер отметил, насколько ужасно было смотреть на эти фотографии. Команда, создававшая образ Двуликого для фильма «Тёмный рыцарь» при помощи технологии «CGI», в ремейке доработала лишь часть внешности Крюгера, в то время как основная работа легла на плечи гримёров. Эндрю Клемент разработал новый грим Крюгера. Хейли описал процесс наложения и ношения грима словом «громоздкий».
В начальный период съёмок Клемент и его команда проводили шесть часов, накладывая грим на актёра. Вскоре они нашли способ ускорить процесс. По словам Хейли, грим накладывался кусочками при помощи клея начиная с головы и дальше до груди. Позже кусочки были соединены, чтобы добиться плавного перехода от одной части к другой. Хейли проводил в кресле более трёх часов при наложении грима и около четырёх с половиной, когда был использован искусственный череп — для тех сцен, в которых Крюгер не носит свою шляпу. Также актёр носил контактные линзы — одна была кровавого цвета, другая светло-серого — в которых актёру было трудно видеть. Актёру пришлось серьёзно поработать над своим голосом, чтобы произносить слова Крюгера. По словам Хейли, подбор подходящего голоса для персонажа — прекрасный способ понять его суть, а процесс не сводится лишь к тому, чтобы сидеть за столом и говорить «давайте попробую так, или так, или лучше так». Хейли и Бейер также подтвердили, что на стадии пост-производства, голос Хейли был незначительно модифицирован, чтобы придать ему «сверхъестественное звучание», которое отличалось бы от того, что зрители слышали в фильме «Хранители», где Хейли сыграл Роршаха.

### Съёмки и локации
С бюджетом в $35 млн. съёмочный период картины продолжался с 5 мая по 10 июля 2009 года. Компания Platinum Dunes решила снимать картину в Иллинойсе, так как у продюсеров остались приятные впечатления от работы в этом штате в период съёмок их триллеров «Ужас Амитивилля» и «Нерождённый». Также студия получила 30 % скидку с налогов на съёмки в этом штате.
Сцену похорон Дина снимали в городе Элджин; аптеку и заправочную станцию снимали в городе Цицерон. Дома Нэнси и Крис расположены недалеко друг от друга на улице Линден-Роуд в городе Баррингтон.
Студия New Line Cinema подписала контракты с двумя школами в штате Иллинойс — «Elk Grove High School» и «John Hersey High School», где и проходили съёмки всех школьных сцен ремейка. По словам директора школы «Elk Grove High School» Нэнси Холман, продюсеры связывались с руководством школ по всей стране, в поисках той, у которой есть подходящий для съёмок бассейн. Название ни одной из школ не упоминается в фильме. Создатели провели кастинг 200 школьников для различных эпизодических ролей с условием, что ребята должны быть старше 16-ти лет для съёмок в сцене у бассейна. Интересно, что президент школьного совета Леонор Гонсалес Брагоу была против того, чтобы в школе снимались сцены насилия, но всё же дала согласие после того, как её заверили, что в этих сценах не будет ни одной смерти.
Для того, чтобы снять сцену сожжения Крюгера, продюсеры хотели найти место, которое выглядело бы «старым и загнивающим». В итоге, выбор пал на складское помещение «Ryerson Steel» на западе Чикаго, а неподалёку находится книжный магазин; также в Чикаго находится здание, которое использовали в качестве детского сада Спринвуда.
Часть съёмок проходила в городе Гэри в штате Индиана. 22 мая съёмочная группа снимала сцены в Методистской церкви. Представители студии вели долгие переговоры с властями города, прежде чем был подписан контракт. Бен Клэмент — представитель кино и телевидения города Гэри — сказал, что продюсеры искали здание, чья архитектура вписалась бы в сюжет. В церкви сняли альтернативный финал картины, который зрители так и не увидели.
Также улицей Вязов стала одна из улиц Гэри в съёмках сцены ночного кошмара, которые проходили в июне этого года, а в декабре были отсняты дополнительные сцены в кафе с участием новых персонажей на локациях и студийных павильонах в Лос-Анджелесе; так закусочную «Спринвуд Дайнер» снимали в кафе «Corky’s» в районе Шерман-Окс в Калифорнии.
По словам Фуллера и Форма, компания Warner Bros. предложила выпустить фильм в формате 3-D, чтобы увеличить доходы от проката. По мнению продюсеров Platinum Dunes, если фильм не снимался первоначально в этом формате, конвертировать его в 3-D не стоит. На деле Фуллер и Форм боролись с продюсерами за право проката картины в обычном формате, как это было с оригинальным фильмом 1984 года, вышедшем в 2D.

## Музыка
Музыку для фильма написал композитор Стив Яблонски. Запись проходила при участии оркестра «Hollywood Studio Symphony» в звуко-записывающей студии Sony Scoring Stage — оркестр состоял из 60 музыкальных инструментов. 6 апреля 2010 года стало известно, что работа получит свой собственный релиз на CD. Альбом поступил в продажу 4 мая 2010 года, незадолго до выхода фильма в широкий прокат:
| №   | Название                   | Автор(ы)         | Длительность |
| --- | -------------------------- | ---------------- | ------------ |
| 1.  | «Freddy’s Coming For You»  |                  | 4:28         |
| 2.  | «Main Title»               |                  | 2:35         |
| 3.  | «Missing Pictures»         |                  | 2:22         |
| 4.  | «Rufus?»                   |                  | 1:34         |
| 5.  | «Quite Drive»              |                  | 1:48         |
| 6.  | «Jesse & Kris»             |                  | 1:08         |
| 7.  | «Jesse & The Police»       |                  | 2:50         |
| 8.  | «You Smell Different»      |                  | 2:14         |
| 9.  | «A Man Named Fred Krueger» |                  | 5:03         |
| 10. | «Research»                 |                  | 2:22         |
| 11. | «It’s Hot In Here»         |                  | 3:12         |
| 12. | «The School»               |                  | 0:52         |
| 13. | «Where The Monster Lives»  |                  | 4:51         |
| 14. | «Wake Me Up»               |                  | 4:55         |
| 15. | «Boo!»                     |                  | 1:06         |
| 16. | «Like It Used To Be»       |                  | 5:32         |
| 17. | «One More Nap»             |                  | 2:44         |
| 18. | «Jump Rope»                | Чарльз Бернштайн | 0:20         |

Кроме того, в финальных титрах картины звучит классическая баллада «All I Have To Do Is Dream» в исполнении группы The Everly Brothers. Мелодия из кинофильма «Мужчина и женщина» в исполнении группы The Hit Crew играла в сцене, когда Нэнси и Квентин приезжают в аптеку. Также в фильме была использована музыкальная тема считалочки призрачных детей, «Jump Rope Theme», написанная композитором оригинального фильма, Чарльзом Бернштайном.

## Удалённые и альтернативные сцены

### Альтернативное начало
В альтернативном начале зрители оказываются в госпитале города Спрингвуд, в одной из палат, где весь в бинтах лежит на кровати мужчина, на табличке написано «Джон Доу» — так в американских правоохранительных и социальных органах именуют людей, чью личность не удалось опознать. В кровати лежит Фред Крюгер, он подключён к аппаратуре жизнеобеспечения. Зрители слышат сигнал датчика, повторяющийся при каждому ударе сердца больного. Неожиданно сигнал пропадает, а линия кардиограммы выпрямляется. Крюгер умер. Появляются титры с названием фильма. Сцена присутствует на Blu-ray-издании фильма в разделе дополнительных материалов.
В первоначальной версии фильм начинался сценой вечеринки у бассейна в доме Крис: Дин погибает, спрыгнув с крыши дома, а Крис безуспешно пытается его спасти — потом девушку мучает сильное чувство вины. Кадры из этой сцены появляются в тизер-трейлере картины, а также в документальном разделе Blu-ray-издания картины — сцену пересняли и заменили после тестового просмотра на ту, что в итоге появилась в фильме. Также был отснят эпизод с созданием перчатки по аналогии со сценой из оригинального фильма 1984 года — из прокатной версии ремейка её вырезали полностью.

### Удалённые сцены
После первых тест-просмотров, многие сцены фильма были вырезаны или пересняты, поэтому большинство удалённых сцен есть в тизер-трейлере и других рекламных роликах фильма.
- Альтернативное начало: сцена создания перчатки была вырезана полностью[54].
- Альтернативное начало: Дин погибал во время вечеринки, упав с крыши[55].
- Крис поднимается на чердак и видит Крюгера за коробками[52].
- Альтернативный финал картины, в котором герои оказывались в заброшенной церкви. В этой же сцене Крюгер в прямом смысле вылезает из Квентина, разорвав его на части[55].
- Нэнси появляется в тайнике Крюгера в детском саду — комната обставлена свечами[52].
- В сцене, когда Крис засыпает в классе, Крюгер скребёт своим лезвием по доске, прежде чем повернуться к девушке[52].
- Крюгер в облике окровавленной Крис с перчаткой на руке преследует Нэнси в сцене с «жидким полом»[55].
- Мелькнувшая тень Крюгера в котельной[52].
- Крис бредёт в темноте по коридорам своего дома[52].
- Альтернативная сцена: в ванной ноги Нэнси не выглядывают из воды[56].
- Крюгер убивает отца Нэнси[53].
- Вырезан кадр с маленьким Маркусом, сидящим в клетке с другими детьми в сцене убийства Джесси.

Лишь одна сцена попала на Blu-ray издание фильма:
- Во время поисков детского сада Нэнси спрашивает Квентина, как долго они бодрствуют, а затем засыпает — во сне она видит полуразрушенный Спрингвуд и собаку-мутанта, бредущую по улице вслед за ней[57].

### Альтернативный финал
Альтернативная версия финала начинается в тот момент, когда Нэнси проваливается сквозь пол и падает на кровать. В этой сцене Крюгер принимает облик человека, избавившись от ожогов. Он проводит лезвием по шее девушке, а затем говорит Нэнси: «Клянусь, теперь ты полностью моя» вместо фразы «Сладких снов». В этот момент она вытягивает Крюгера из сна. Она начинает бить его бейсбольной битой и ломает перчатку. Всё это время Крюгер находится в облике человека. Нэнси кричит: «Посмотри, что ТЫ сделал со мной! Посмотри на меня!» — она повторяет его слова, адресованные ей во время сна девушки. Крюгер произносит «Моя малышка Нэнси», на что Нэнси отвечает: «Я выросла, ублюдок!». Она разбивает битой колбы с химикатами, проливая их на Крюгера, а затем поджигает его. Нэнси и Квентин сбегают. Сцена присутствует на Blu-ray-издании фильма в разделе дополнительных материалов.
В другой отснятой версии финала (её заменили после тестовых просмотров) — противостояние Нэнси и Крюгера происходит в старой церкви. Её фрагменты также появляются в документальных видеороликах на DVD и Blu-Ray, однако полная версия альтернативного финала не была издана.

### Комментарии режиссёра
В своём видеоинтервью для сайта «Collider.Com» Сэмюэль Байер ответил на несколько вопросов относительно удалённых эпизодов. В интервью Байер сказал, что работая над своим первым кино-проектом — ремейком «Кошмара на улице Вязов» — он понял, что нет ничего бесценного в том, что он снимает. Поэтому даже вырезанному материалу можно найти достойную замену — всё зависит от коллег и боссов, высказывающих своё мнение насчёт того, что должно и не должно быть в фильме. Однако он выразил сожаления в связи с удалённой сценой, в которой мёртвый персонаж актрисы Кэти Кэссиди в окровавленном виде преследует Ненси, так как эта сцена снималась довольно долго, а актриса вся была облита заменителем крови. Но на его взгляд фильм оказался лучше без этой сцены — режиссёр понял это, когда увидел законченную версию картины. Полная версия фильма длится около 3-х часов, однако из интервью непонятно — было ли сказано это в шутку или всерьёз.
Также Байер высказался насчёт выпуска «режиссёрской версии» фильма — по его словам, данный фильм не нуждается в подобной версии, так как Бейер «снимал фильм, которым он мог бы гордиться», и он вполне доволен финальной версией картины.

## Релиз

### Премьера
«Кошмар на улице Вязов» вышел на экраны 30 апреля 2010 в 3332 кинотеатрах на примерно 4700 экранах, делая его двенадцатым по рейтингу из крупнейших выходов фильма с рейтингом «R» в США. Для сравнения, оригинальный «Кошмар на улице Вязов» был выпущен лишь в 165 кинотеатрах 9 ноября 1984; к концу проката его наибольший охват составил 380 кинотеатров. Ремейк 2010 года поставил рекорд как наиболее масштабный выход фильма серии «Кошмар на улице Вязов», превзойдя фильм «Фредди против Джейсона» на 318 экранах.

### Кассовые сборы
Предварительные ожидаемые сборы фильма «Кошмар на улице Вязов» за первый день проката составили примерно $15 млн, с ожидаемыми сборами за выходные в районе $35 млн.. В эти $15 миллионов входят $1,6 млн, которые фильм собрал на полуночных показах с четверга на пятницу в 1000 кинотеатров. В результате чего «Кошмар на улице Вязов» побил рекорд по полночным премьерам для фильмов ужасов, который ранее принадлежал ремейку фильма «Пятница, 13-е», вышедшего в 2009 году, который собрал $1 млн. В итоге фильм закончил свои первые выходные с результатом в $32 902 299, обойдя таких лидеров выходных как «Как приручить дракона», «Безумное свидание», «План Б» и «Месть пушистых», причём у последнего из этих фильм это также были первые выходные. Во вторые свои выходные «Кошмар на улице Вязов» потерял 72 процента от уровня сборов, собрав лишь $9 119 389, заняв второе место за выходные после «Железный человек 2». В третьи выходные фильм потерял ещё 54 процента, заработав лишь $1,5 млн, хотя и остался в десятке лучших за выходные, заняв шестое место в общем итоге. По состоянию на 14 мая 2010, «Кошмар на улице Вязов» собрал $56 109 000 в прокате на территории США.
Официальная мировая премьера фильма «Кошмар на улице Вязов» состоялась 8 мая 2010. В его первые выходные фильм собрал примерно $6,5 миллиона в десяти зарубежных странах. Даже занял первое место за выходные в российском прокате, заработав $3 млн. На данный момент фильм собрал примерно $17 млн в международном прокате, в результате чего суммарные сборы составили $73 109 000.
Первые выходные ремейка 2010 года позволили фильму обойти по суммарным сборам такие фильмы как «Кошмар на улице Вязов 2: Месть Фредди» ($29 999 213), «Кошмар на улице Вязов» ($25 504 513), «Кошмар на улице Вязов 5: Дитя сна» ($22 168 359) и «Кошмар на улице Вязов 7: Новый кошмар» ($18 090 181). Если пересчитать сборы за первые выходные для оригинального фильма 1984 года с учётом инфляции по 2010 год, то ремейк превзошёл фильм Уэса Крейвена с соотношением $32 902 299 к $2 736 653. Но если разделить сборы на количество кинотеатров, то у фильма 1984 года сборы составляли в среднем $16 585 на кинотеатр, а у ремейка — $9 874. Если сравнивать фильм с прочими ремейками производства компании Platinum Dunes, то «Кошмар на улице Вязов» окажется вторым по сборам за первые выходные, уступая лишь «Пятнице, 13-е» с её сборами $40 570 365. Фильм обошёл все прочие ремейки от Platinum Dunes, среди которых фильм 2003 года «Техасская резня бензопилой» ($28 094 014), фильм 2005 года «Ужас Амитивилля» ($23 507 007), и фильм 2007 года «Попутчик» ($7 818 239). На данный момент «Кошмар на улице Вязов» занимает шестое место по сборам за апрельские выходные.
В российский прокат фильм выпустила компания «КАРО-Премьер» — кассовые сборы в России и странах СНГ составили 173 846 889 рублей (около $5 857 375), а картину посмотрело порядка 1 005 666 зрителей.

### Критика
Исходя из 154 отзывов, собранных на Rotten Tomatoes, «Кошмар на улице Вязов» получил от критиков общий рейтинг в 15 %, при среднем показателе 3,7 из 10. На основе обзоров «Лучших критиков» сайт Rotten Tomatoes присвоил картине рейтинг в 13 %. Для сравнения, веб-сайт Metacritic, который высчитывает нормализованный рейтинг на основе 100 отзывов от популярных критиков, высчитал среднее количество баллов, равное 35, основываясь на 25 отзывах. Опрос на сайте CinemaScore показал, что средняя оценка, выставляемая фильму посетителями кинотеатров, равна «C с плюсом» по шкале от A+ до F (по аналогии со шкалой, принятой в европейских школах), причём данное голосование показывает, что аудитория поровну представлена мужчинами и женщинами, причём 40 % из них — 18-24 года, 20 % — меньше 18 лет.
Оуэн Глейберман из Entertainment Weekly присудил фильму оценку «B-», а в заключении рецензии написал: 
Я подпрыгивал несколько раз, и мне понравилась мрачное злорадство Хейли, но в целом, новый „Кошмар на улице Вязов“ — предсказуемо плохой сон, выглядящий как простое исполнение корпоративного приказа о перезапуске. Один, два, Фредди идёт сюда. Три, четыре, мы здесь раньше уже были.
Роджер Эберт из The Chicago Sun-Times присвоил фильму 1 звезду из 4 возможных, написав при этом в своей рецензии: 
Я всматривался в „Кошмар на улице Вязов“ с покорной скукой. Фильм состоит из набора эпизодов о подростках, которых нам представляют, пугают кошмарами, а потом Фредди их кромсает. И что? Это должно было нас напугать? Неожиданный скрежет по железу должен был вызывать страх как реакцию у собак Павлова?
В основном, картина получила крайне негативные отзывы. Питер Трэвис из журнала Rolling Stone отметил, что «чувствуется рука Майкла Бэя при просмотре фильма: актёры набраны для того, чтобы пополнить список жертв; много шума из ничего… кошмар, в самом деле». Джен Чейни из The Washington Post написал в своём обзоре: «Боже, как же я скучаю по Роберту Инглунду! Это парень знал, как развлекать нас!». Патрик Колна с сайта IGN сказал: «Это пустой фильм. Он может понравиться Вам только в том случае, если Вы безумно хотите увидеть как „шаблонного“ персонажа пронзает рука с лезвиями…». Курт Лодер, обозреватель сайта MTV, заметил, что «винтажная кино-классика превратилась в банальный чиллер». Майкл Рехтшаффен из The Hollywood Reporter критикует игру актёров, называя её «летаргической безжизненностью», особо критикуя изображение Крюгера Хейли, говоря, что «даже с его электронным загрублением голоса и бессмысленной частью предыстории это не заменит Инглунда».
Российская критика была более благосклонна, но в основном обвиняла авторов в упрощении истории и отсутствии драматизма. Елена Тихонова с сайта Film.Ru отметила, что «до предела упростив высокое искусство ночного кошмара, так изобретательно пугавшее в ранних фильмах, режиссёр сделал глянцевый римейк без сценарных дыр и лишних отступлений, неоригинальный, но функционирующий вполне исправно». Михаил Судаков с сайта Kino-Govno.Com назвал фильм «просто ужастиком», отметив, что актёры играют неплохо, в нём есть саспенс и «более или менее вменяемый сюжет», однако, по мнению Судакова, от команды студии Platinum Dunes не стоит ожидать «какого-то серьёзного влияния на киноиндустрию — это ничуть не умнее, чем надеяться на шокирующе-неожиданную концовку очередной „Пилы“. Вероятность, конечно, существует, но нулей после запятой в этом числе слишком много, чтобы сосчитать их, ни разу не сбившись». Полина Грибовская в своей рецензии на информационном портале Интерфакс охарактеризовала фильм как «скучный», сюжет — «абсолютно дубовый». По её мнению целевой аудиторией данного фильма является молодежь, малознакомая с оригинальной серией фильмов, а всем остальным фильм будет интересен разве что из-за участия Джеки Эрла Хейли.

### Награды
5 января 2011 года фильм завоевал премию «People’s Choice Awards» в номинации «Лучший фильм ужасов». Также в 2011 году фильм был номинирован на британскую премию «Empire Awards» в номинации «Лучший фильм» и получил три номинации на премию «Teen Choice Awards» в 2010:
- «Лучший актёр фильма ужасов/триллера»: Джеки Эрл Хейли.
- «Лучшая актриса фильма ужасов/триллера»: Кэти Кэссиди.
- «Лучший фильм ужасов/триллер».

### Сиквелы
Несмотря на то, что с исполнителями главных ролей — Джеком Эрлом Хейли и Руни Марой — были подписаны контракты на участие сразу в нескольких фильмах, будущее сиквелов картины кажется сомнительным — на странице своего Twitter-аккаунта Брэд Фуллер заявил, что «насколько ему известно, даже нет речи о том, чтобы писать сценарий продолжения».

### Публичные высказывания
После выхода фильма «Девушка с татуировкой дракона», актриса Руни Мара дала интервью для журнала «Entertainment Weekly», где она откровенно высказалась относительно съёмок в «Кошмаре на улице Вязов»:
Приходится учиться тому, как саботировать себя, когда вынуждена делать работу, в которой не заинтересована. Иногда ты этого просто не хочешь, но ты понимаешь, что это отличная возможность для карьеры. Так случилось с „Кошмаром на улице Вязов“. Я пошла на пробы, а после них подумала: „*****! Я точно получила роль!“
Данное высказывание вызвало негативную реакцию журналистов и критиков. Ранее в нескольких критических обзорах фильма отмечался непрофессионализм и явная незаинтересованность актрисы в проекте, что было воспринято, как одна из причин негативной реакции зрителей на картину. Высказывание Мары также подверглось резкой критике со стороны поклонников фильма и самой актрисы.

## Продвижение

### Слоганы
- «Never Sleep Again!» (рус. «Никогда не спи!»)
- «Welcome To Your New Nightmare!» (рус. «Добро пожаловать в новый кошмар!»)
- «He Knows Where You Sleep!» (рус. «Он знает, где ты спишь!»)
- «All You Have To Do Is Dream…» (рус. «Всё, что нужно — лишь уснуть…»)

### Выход на видео
В США фильм вышел на DVD и Blu-Ray 5 октября 2010 года. Фильм был издан в России на DVD и Blu-Ray компанией Universal Pictures Rus в 2010 году. Через некоторое время фильм был выпущен в серии «Платиновая коллекция» на DVD — издание было аналогично первому.
В качестве бонусного материала на DVD расположились короткометражный ролик о съёмках продолжительностью 13 минут под названием «Перерождение Фредди Крюгера: Как создатели фильма придумали новый вариант самой страшной франшизы и возродили Фредди Крюгера». На Blu-ray-издании фильма также разместились альтернативные начало и конец, и одна удалённая сцена. Зрителю доступна функция так называемого «режима маниакального просмотра», благодаря которому одновременно с фильмом можно смотреть видеосегменты о создании отдельных эпизодов картины. Данные бонусы аналогичны тем, что размещены на американском издании фильма. Дополнительные материалы на Blu-ray в разрешении 1080p включают в себя:
- Ключевые точки:
  - «Грим персонажа» (3:34)
  - «Микросны» (2:38)
  - «Шляпа» (2:31)
  - «Трюк с огнём» (2:32)
  - «Свитер» (2:20)
  - «Перчатка» (2:24)
  - «Жертвы» (3:51)
- Перерождение Фредди Крюгера (13:54)
- Удалённые и альтернативные сцены:
  - Альтернативное начало (1:11)
  - Удалённая сцена (0:58)
  - Альтернативный финал (6:12)

Обозреватель сайта «Blu-Ray» Мартин Либман отметил, что «дополнительные материалы, гораздо увлекательней самого фильма».

### Игрушки
В марте 2010 года компания National Entertainment Collectibles Association (NECA) выпустила фигурки Фредди Крюгера до и после сожжения, основанные на портрете и телосложении актёра Джеки Эрла Хейли. Кроме того, в продажу поступила копия перчатки Крюгера.

### Компьютерные игры
Фредди Крюгер появился в качестве игрового персонажа в новой части «Mortal Kombat». Персонаж также создан по образу Хейли за тем исключением, что перчатки с лезвиями у него на обеих руках.
В октябре 2017 года, Фредди Крюгер и Квентин Смит были добавлены в качестве дополнительного платного контента (DLC) «A Nightmare On Elm Street Chapter» в компьютерной игре «Dead by Daylight», а в 2021-м — в мобильную версию игры. Способностью Крюгера является затягивание жертв в мир снов, где он может причинить им вред.

### Онлайн-игра
Также по мотивам фильма на официальном сайте вышла игра под названием «Не дай ей заснуть» (англ. Keep Her Awake), в которой пользователям предлагалось рассчитать время между действиями, вызвать которые можно было нажатием кнопки (кофе, холодный душ и пр.), и «протянуть» максимально долго, не дав девушке на экране уснуть. По неизвестным причинам, вероятней всего связанных с наличием в игре жестоких реалистичных сцен, игра была вскоре удалена с сайта.